# Visnes
Visnes is een plaats in de Noorse gemeente Karmøy, provincie Rogaland. Visnes telt 598 inwoners (2007) en heeft een oppervlakte van 0,92 km².